# 구드프레드

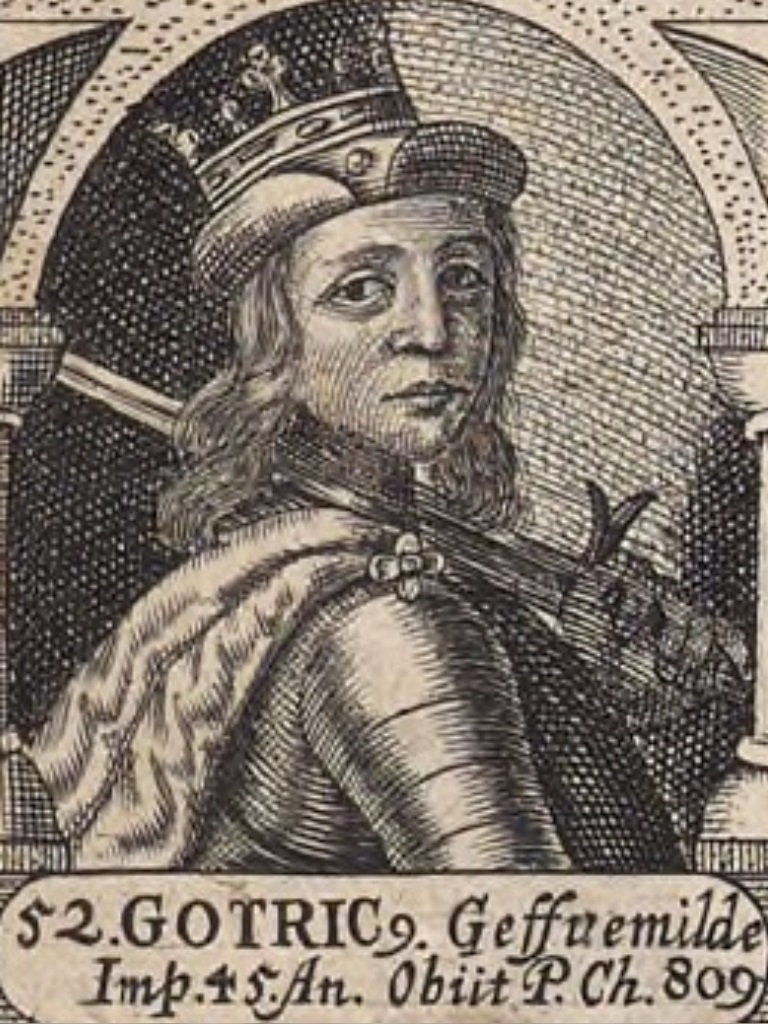

구드프레드(Gudfred)는 9세기 초 덴마크 바이킹 시대의 전설적인 왕이다.
프랑크 왕국의 샤를마뉴가 공격해올 때 훌륭히 방어하였다. 홀거 단스케도 이 무렵 활약하였다. 그러나 구드프레드는 810년 프리지아에서 암살된 것으로 알려져 있다.
| 전임 고름 1세 | 제47대 데인인의 왕 | 후임 올라부스 2세 |